# Star Tower
Der Star Tower ist ein 291,4 Meter (956 Fuß) hoher Sendeturm für UKW und TV in Stahlfachwerkbauweise in Cincinnati, Ohio, USA, der in seinem Aussehen an den Eiffelturm erinnert. Der Star Tower besitzt keine für die Öffentlichkeit zugängliche Aussichtsplattform. Er wurde 1991 mit Hilfe eines Hubschraubers gebaut.